# Конвой № 1291
Конвой № 1291 — невеликий японський конвой часів Другої світової війни, проведення якого відбувалось у вересні — жовтні 1943 року.
Місцем призначення конвою був Рабаул — головна база в архіпелазі Бісмарка, з якої японці провадили операції на Соломонових островах та сході Нової Гвінеї. Вихідним пунктом при цьому став атол Трук (нині Чуук) у східній частині Каролінських островів, який до лютого 1944 року виконував роль транспортного хабу, через який провадились операції в низці архіпелагів (ще до війни на Труку створили потужну базу ВМФ). До складу конвою № 1291 увійшов лише один транспорт «Кейшо-Мару», який охороняли допоміжні мисливці за підводними човнами CHa-29 та CHa-30.
29 вересня 1943 року кораблі вийшли з Труку та попрямували на південь, а 3 жовтня конвой успішно прибув до Рабаула.
Утім, уже 12 жовтня під час нальоту на Рабаул 349 літаків судно «Кейшо-Мару» буде потоплене.